# 咲 (アルバム)
『咲』（さく）は、林明日香の1枚目のスタジオ・アルバム。2003年5月21日発売。発売元は東芝EMI/VIrgin Music。

## 解説
シングル3曲を含む初アルバム。
コピーコントロールCD。初回盤にはボーナス・トラック「ake-kaze アコースティックバージョン」収録。
台湾でも発売されている。
当時のオリコンアルバムチャートTOP10初登場最年少記録を更新。

## 収録曲
1. 咲-序章-（Instrumental）
作曲・編曲：佐々木久美
2. 「母」
作詞：グ・スーヨン　作曲・編曲：山移高寛
2ndシングル。
TBS系「COUNT DOWN TV」オープニングテーマ
3. 隠し物
作詞：渡邊亜希子　作曲：佐々木久美　編曲：山移高寛
4. 笹舟
作詞：渡邊亜希子　作曲：成川柾乃莉
編曲：成川柾乃莉・鈴木タケオ
5. 掌 紅 蕾
作詞：渡邊亜希子　作曲：佐々木久美　編曲：山移高寛
6. ake-kaze
作詞：鈴木健士　作曲・編曲：山移高寛
1stシングル。
ナショナル炊飯器「強火の銅釜」CMソング
7. 五月の空
作詞：鈴木健士　作曲：大中有美　編曲：山移高寛
8. 千切れ雲
作詞：渡邊亜希子　作曲：佐々木久美　編曲：山移高寛
9. つゆくさ
作詞：鈴木健士　作曲・編曲：山移高寛
10. 道標
作詞：渡邊亜希子　作曲・編曲：市川淳
11. 小さきもの
作詞：三浦徳子　作曲・編曲：山移高寛
3rdシングル。全国東宝系公開劇場版アニメ映画「劇場版ポケットモンスター アドバンスジェネレーション 七夜の願い星 ジラーチ」主題歌
12. 自分信じて
作詞：林明日香　作曲・編曲：山移高寛
13. ake-kaze（アコースティック・バージョン）